# Paul Garrin
Paul Garrin (* 1957 in Philadelphia, Pennsylvania) ist ein amerikanischer Video- und Multimediakünstler.

## Leben und Werk
Garrin studierte 1977 an der Pennsylvania Academy of the Fine Arts in Philadelphia und von 1978 bis zu seinem Bachelorabschluss 1982 an der Cooper Union School of Arts in New York City bei Vito Acconi und Hans Haacke. Seit 1973 war er Mitarbeiter von Nam June Paik und produzierte für ihn, wie auch für Shigeko Kubota, Videoarbeiten. 1981 wurde er Assistent von Paik, bei dem er vor allem für die Elektrotechnik verantwortlich war.
Seit 1985 konzentrierte er sich auf eigene Videofilme, in denen er sich mit den sozialen Verhältnissen in den USA beschäftigte. Er verwendete für die Darstellung des „amerikanischen Alptraums“ Originalaufnahmen von Rassenkrawallen und Straßenunruhen, von Polizeihunden („Art That Barks – Art that Bites“) und Serienmördern. 1988 filmte er mit einem Camcorder die Straßenschlachten und Polizeiübergriffe auf dem Tompkins Square in New York und setzte die Aufnahmen in den Videofilm „Man with a Videocamera“ um. Er wurde in den aktuellen Nachrichtensendungen der Fernsehstationen in den USA ausgestrahlt und machte den Künstler landesweit bekannt. 1992 zeigte Garrin die computergesteuerte, interaktive Videoinstallation „White Devil“ auf der „Mediale“ in Hamburg.

## Ausstellungen (Auswahl)
- 1989: Museum Folkwang, Essen (zusammen mit Rainer Ganahl)
- 1991: ZKM, Karlsruhe: Multimediale 2
- 1996: Dritte Biennale de Lyon 1995
- 2003: Neue Galerie, Graz: M_ARS – Kunst und Krieg
- 2004: NRW-Forum, Düsseldorf: VIDEO – Bildsprache des 21. Jahrhunderts; Völklinger Hütte, Völklingen, GameArt
- 2005: ZKM, Karlsruhe: Screening War

## Arbeiten
- 1994–1996: Border Patrol
- 1992–1993: White Devil
- 1990: By Any Means Necessary
- 1990: Home(less) Is Where The Revolution 1s
- 1990: Reverse Big Brother
- 1989–1990: Yuppie Ghetto with Wedding
- 1989: Man with a Video Camera
- 1988: Free Society

## Auszeichnungen (Auswahl)
- 1988 Sonderpreis der Videonale, Bonn
- 1992 Siemens Medienkunstpreis, Karlsruhe